# 三ツ森トンネル

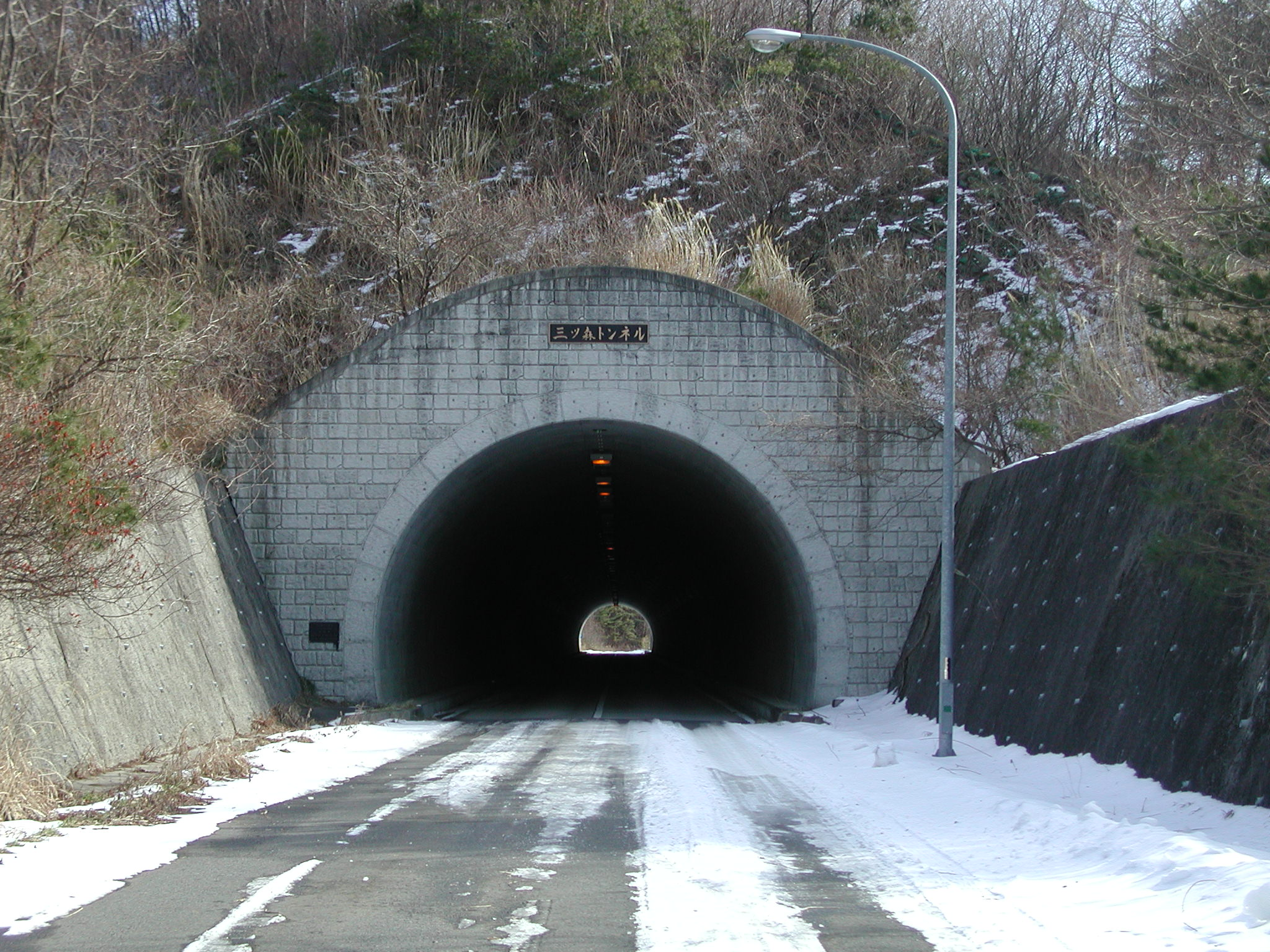
石筵側から見たトンネル

三ツ森トンネル（みつもりトンネル）は、福島県安達郡大玉村にある道路トンネルである。

## 概要
- 全長：257.0m
- 幅員(車道)：8.5（6.0）m
- 有効高：4.7m
- 工法：矢板工法（側壁導坑部）・NATM工法（ロングベンチカット工法）
- 施工：佐藤・野地特定建設共同企業体
- 竣工：1994年3月[1]

北緯37度32分44秒 東経140度18分52秒 / 北緯37.545588度 東経140.314365度座標: 北緯37度32分44秒 東経140度18分52秒 / 北緯37.545588度 東経140.314365度
大玉村玉井字三ツ森山に位置し、福島県道146号石筵本宮線を通す。林道由来である旧道の改良と、大玉カントリークラブゴルフ場建設に伴う路線付替のため、1991年度より地方道改良事業として建設された。1992年2月3日に起工式が行われ、1993年6月15日に貫通、1994年4月1日に開通した。総工費は10億3800万円。三ツ森山南東部に伸びる尾根上に建設されたゴルフコース直下を貫く。旧道は一部、三ツ森貯水池への管理道として利用されている。当トンネルから石筵方面へは自動車交通不能区間があり、また接続する福島県道380号岳温泉大玉線が冬期自動車交通不能区間であるため、大玉村、本宮市の平野部と三ツ森ダムを結ぶにとどまるため、交通量は少ない。